# Jacques Boudeville
Jacques Boudeville (1919 – červenec 1975) byl francouzský ekonom, který se specializoval na územní ekonomiku.

## Život
Narodil se v roce 1919 a celým jménem se jmenoval Jacque-Raoul Boudeville. Působil jako profesor na Pařížské univerzitě na fakultě práv a ekonomických věd (dnešní Univerzita Paříž 1 Panthéon-Sorbonne). Ve stopách dalšího francouzského ekonoma Françoise Perrouxa aplikoval teorii růstových pólů a s Michelem Rochefortem započal v 60. letech 20. století sblížení mezi geografy a ekonomy. Boudeville zemřel v červenci 1975.

## Teorie růstových pólů
Teorie růstových pólů je jednou z nejznámějších teorií regionálního rozvoje. Vznikla v 50. letech 20. století a jejím autorem je francouzský ekonom François Perroux. Tato teorie se stala velmi oblíbenou v hospodářské politice a byla prakticky aplikována v mnoha vyspělých i rozvojových státech světa.
Jacques Boudeville rozpracoval regionální dimenzi teorie růstových pólů a svoji modifikovanou teorii nazval teorií růstových center a růstových os. Jeho koncepci tzv. nosné soustavy měst v praxi využila Francie v prostorovém plánování na svém území. Na základě toho byly vymezeny tyto oblasti:
- 3 homogenní oblasti (Paříž, Východ a Západ),
- 8 polarizovaných oblastí se středisky (póly), které byly nazvány "vyrovnávací metropole",
- 21 plánovacích oblastí, pro něž byly zpracovány krátkodobé plány na rozmístění investic.

Primární snahou nosné soustavy měst byla koncentrace investic do zmíněných 8 regionálních (vyrovnávacích) metropolí a následné snížení územních rozdílů mezi rychle se rozvíjející Paříží a pomaleji se rozvíjejícími ostatními oblastmi Francie.

## Publikace
- L'espace et les Pôles de Croissance, 1968, Puf, Paris.
- Les espaces économiques, 1970, Puf, Paris, 126 p.